# Lliga de Campions Femenina de la UEFA 2016-17
La Lliga de Campions Femenina de la UEFA 2016-17 és la 16a edició d'aquesta competició. La final es jugà l'1 de juny del 2017 al Cardiff City Stadium.

## Fase prèvia
| Data i Hora             | Local                                 | Res.     | Visitant                                 | Golejadores                                                                                                   | Àrbitres               | Localitats          | Estadis                          |        |
| Grup A                  | Grup A                                | Grup A   | Grup A                                   | Grup A | Grup A                 | Grup A              | Grup A                           | Grup A |
| ----------------------- | ------------------------------------- | -------- | ---------------------------------------- | --- | ---------------------- | ------------------- | -------------------------------- | ------ |
| 23/08 15:45 23/08 20:00 | Apollon Limassol · PAOK Salònica      | 5-0 1-1  | KI Klaksvik · WFC Hajvalia               | Molin, Kelly, Alborghetti, Antoniou, Nielsen Chatzigiannidou — Bajramaj                                       | Lehtovaara · Radzik    | Paphos              | Pafiako                          |        |
| 25/08 15:45 25/08 20:00 | KI Klaksvík · Apollon Limassol        | 1-1 1-0  | PAOK Salònica · WFC Hajvalia             | Andreasen — Georgiou Cuschieri                                                                                | Radzik · Larionova     | Paphos              | Pafiako                          |        |
| 28/08 16:15             | PAOK Salònica · WFC Hajvalia          | 3-3 1-1  | Apollon Limassol · KI Klaksvik           | Brame, Dimitrijevic + pp — Nielsen 2, Cuschieri Bajramaj — Andreasen                                          | Lehtovaara · Larionova | Limassol Paphos     | Tsirion Pafiako                  |        |
| Grup B                  |                                       |          |                                          | |                        |                     |                                  |        |
| 23/08 17:00 23:08 20:00 | Standard Liège · ZNK Osijek           | 1-3 14-1 | FK Minsk · ZFK Dragon                    | Gorniak — Ebi, Slesarchik, Duben Salek 5, Joscak 4, Andrlic 2, Iva Culek, Bojcic + 1 pp — Atanasova           | Karagiorgi · Frías     | Osijek              | Gradski Vrt                      |        |
| 25/08 17:00 25/08 20:00 | Standard Liège · FK Minsk             | 11-0 5-0 | ZFK Dragon · ZNK Osijek                  | Schoenmakers 5, Vanmechelen 2, van Eynde, Wijnants, Biesmans + 1 pp Ogbiagbevha 3, Duben 2                    | Marotta · Frías        | Osijek              | Gradski Vrt                      |        |
| 28/08 17:00             | ZNK Osijek · ZFK Dragon               | 1-1 0-9  | Standard Liège · FK Minsk                | Kunstek — Gorniak Yakubu 5, Ogbiagbevha, Otuwe, Lynko, Ebi                                                    | Karagiorgi · Marotta   | Osijek Vinkovci     | Gradski Vrt Cibalia              |        |
| Grup C                  |                                       |          |                                          | |                        |                     |                                  |        |
| 23/08 15:00 23/08 19:00 | NSA Sofia · Spartak Subotica          | 0-4 1-1  | Cardiff Met. University · Breidablik UBK | Todd 2, Pinder, Sargent Quincey — Thorvaldsdóttir                                                             | Peeters · Kovácová     | Cardiff             | Cyncoed                          |        |
| 25/08 15:00 25/08 19:00 | Breidablik UBK · Spartak Subotica     | 5-0 3-2  | NSA Sofia · Cardiff Met. University      | Gudmundsdóttir, Thorvaldsdóttir, Fridriksdóttir, Árnadóttir, Magnúsdóttir Quincey, Tseng, Filipovic — Agg 2   | Peeters · Opeykina     | Cardiff             | Cyncoed                          |        |
| 28/08 15:00             | NSA Sofia · Cardiff Met. University   | 0-2 0-8  | Spartak Subotica · Breidablik UBK        | Slovic, Quincey Gudmundsdóttir 2, Honnudóttir 2, Fridriksdóttir, Thorvaldsdóttir, Sigurdardóttir, Arnardóttir | Kovácová · Opeykina    | Barry Cardiff       | Jenner Park Cyncoed              |        |
| Grup D                  |                                       |          |                                          | |                        |                     |                                  |        |
| 23/08 11:00 23/08 18:00 | Olimpia Cluj · Medyk Konin            | 7-1 9-0  | Pärnu JK · ZFK Breznica                  | Popa 3, Lunca 2, Vatafu, Voicu — Morkovkina Daleszczyk 3, Sikora 2, Dudek, Gawronska, Gusciora, Kostova       | Sørø · Baier           | Konin               | Jlotej Jedenatski                |        |
| 25/08 11:00 25/08 18:00 | Olimpia Cluj · Pärnu JK               | 10-0 0-1 | ZFK Breznica · Medyk Konin               | Lunca 4, Popa 3, Vatafu 2, Batea Sikora                                                                       | Nurmustafina · Baier   | Konin               | Jlotej Jedenatski                |        |
| 28/08 17:00             | Medyk Konin · ZFK Breznica            | 3-1 2-2  | Olimpia Cluj · Pärnu JK                  | Daleszczyk 2, Sikora — Lunca Jankov 2 — Shcherbachenya, Morkovkina                                            | Sørø · Nurmustafina    | Konin Wrzesnia      | Jlotej Jedenatski Municipal      |        |
| Grup E                  |                                       |          |                                          | |                        |                     |                                  |        |
| 23/08 16:30 23/08 20:30 | FC Zürich · ZNK Pomurje               | 3-1 6-1  | Slovan Bratislava · Vllaznia Shkodër     | Kuster, Wimmi, Humm — Hollá Rogan 2, Kolbl, Tibaut, Makovec, Rozmaric — Jashari                               | Clark · Minic          | Beltinci Lendava    | Parc Esportiu                    |        |
| 25/08 16:30 25/08 20:30 | FC Zürich · Slovan Bratislava         | 3-0 2-4  | Vllaznia Shkodër · ZNK Pomurje           | Willi 2, Piubel Surnovská, Kovalová — Kos, Conjar, Tibaut, Kolbl                                              | Tereshko · Minic       | Beltinci Lendava    | Parc Esportiu                    |        |
| 28/08 20:30             | Vllaznia Shkodër · ZNK Pomurje        | 0-5 1-2  | Slovan Bratislava · FC Zürich            | Humm 2, Willi, Franssi, Mauron Doçi — Cahojová, Surnovská                                                     | Tereshko · Clark       | Lendava Beltinci    | Parc Esportiu                    |        |
| Grup H                  |                                       |          |                                          | |                        |                     |                                  |        |
| 23/08 11:00 23/08 17:00 | SFK Sarajevo · Zhytlobud Kharkiv      | 1-0 2-0  | FC Ramat ha-Xaron · Rigas FS             | Kuc Melkonyants, Ieromenko                                                                                    | Azzopardi · Valentová  | Sarajevo            | Otoka                            |        |
| 25/08 11:00 25/08 17:00 | FC Ramat ha-Xaron · SFK Sarajevo      | 1-0 3-0  | Zhytlobud Kharkiv · Rigas FS             | Murnan Kuc 2, Hasanbegovic                                                                                    | Valentová · Huerta     | Sarajevo            | Otoka                            |        |
| 28/08 17:00             | Zhytlobud Kharkiv · Rigas FS          | 2-2 0-4  | SFK Sarajevo · FC Ramat ha-Xaron         | Tykhonova 2 — Medic + pp Shahaf, Murnan, Shimrich, Tuil                                                       | Azzopardi · Huerta     | Sarajevo            | Asim Ferhatovic Otoka            |        |
| Grup G                  |                                       |          |                                          | |                        |                     |                                  |        |
| 23/08 15:00 23/08 20:00 | Gintra Universitetas · BIIK Kazygurt  | 13-0 3-1 | ARF Criuleni · Wexford Youths            | Kozyrenko 4, Velickaite 3, Coleman 2, Gaileviciute 2, Vaitukaytite Gabelia, Adule, Litvinenko — O'Riordan     | Antoniou · Guillemin   | Waterford Wexford   | Centre Regional Ferrycarrig Park |        |
| 25/08 15:00 25/08 20:00 | BIIK Kazygurt · Wexford Youths        | 3-0 1-2  | ARF Criuleni · Gintra Universitetas      | Gabelia 2, Bortnikova Dwyer — Gailevyciute, Kozyrenko                                                         | Grundbacher · Antoniou | Waterford Wexford   | Centre Regional Ferrycarrig Park |        |
| 28/08 15:00             | Gintra Universitetas · ARF Criuleni   | 0-3 0-0  | BIIK Kazygurt · Wexford Youths           | Adule, Litvinenko, Gabelia 0                                                                                  | Guillemin · Gundbacher | Waterford Wexford   | Centre Regional Ferrycarrig Park |        |
| Grup H                  |                                       |          |                                          | |                        |                     |                                  |        |
| 23/08 13:00 23/08 17:30 | Avaldsnes IL · PK-35 Vantaa           | 11-0 1-2 | Newry City · CF Benfica                  | Pedersen 4, Hansen 3, Andréia, Mjelde, Thorsnes, Santos Ojanperä — Silva + pp                                 | Zora · Chudá           | Vantaa              | Myyrmäen                         |        |
| 25/08 13:00 25/08 17:30 | CF Benfica · PK-35 Vantaa             | 1-6 2-0  | Avaldsnes IL · Newry City                | Mafalda — Magnusdóttir 2, Hansen 2, Benites, Thorsnes Ikonen, Parikka                                         | Zora · Milkova         | Vantaa              | Myyrmäen                         |        |
| 28/08 10:00             | Avaldsnes IL · Newry City             | 2-0 0-5  | PK-35 Vantaa · CF Benfica                | Thorsnes, Magnusdóttir Flores, Mariana, Mafalda + 2 pp                                                        | Chudá · Milkova        | Vantaa Hèlsinki     | Myyrmäen Sonera                  |        |
| Grup I                  |                                       |          |                                          | |                        |                     |                                  |        |
| 23/08 18:30             | FC Twente · Konak Belediyespor        | 2-1 5-0  | Ferencvárosi TC · Paola Hibernians       | R. Jansen, E. Jansen — Zlidnis Dusa, Baskol, Çinar, Nurlu, Erol                                               | Lampadariou · Poxhofer | Geesteren Oldenzaal | De Peuverweide Vondersweije      |        |
| 25/08 18:30             | FC Twente · Ferencvárosi TC           | 9-0 2-0  | Paola Hibernians · Konak Belediyespor    | Beerensteyn 3, E. Jansen 2, Erman, Waldus, Ellouzi + 1 pp Nagy, Fenyvesi                                      | Olofsson · Poxhofer    | Geesteren Oldenzaal | De Peuverweide Vondersweije      |        |
| 28/08 15:30             | Konak Belediyespor · Paola Hibernians | 2-6 0-4  | FC Twente · Ferencvárosi TC              | Dusa, Sârghe — R. Jansen 3, Beerensteyn, Kerkdijk, Ellouzi Orji 2, Bulatovic, Cankovic                        | Lampadariou · Olofsson | Geesteren Oldenzaal | De Peuverweide Vondersweije      |        |

## Fases finals

### Setzens de final
| Data                     | Hora                     | Local                    | Res.                     | Visitant                 | Golejadores                                                | Àrbitra                  | Estadi                       | Asist.                   |
| Setzens de final — Anada | Setzens de final — Anada | Setzens de final — Anada | Setzens de final — Anada | Setzens de final — Anada | Setzens de final — Anada                                   | Setzens de final — Anada | Setzens de final — Anada     | Setzens de final — Anada |
| ------------------------ | ------------------------ | ------------------------ | ------------------------ | ------------------------ | ---------------------------------------------------------- | ------------------------ | ---------------------------- | ------------------------ |
| 05/10                    | 11:00                    | BIIK Kazygurt            | 3-1                      | ASD Verona               | Gabelia 2, Adule — Gabbiadini                              | Urban                    | Estadi BIIK, Shymkent        | 01300                    |
| 05/10                    | 15:30                    | Medyk Konin              | 4-3                      | ACF Brescia              | Kostova 2, Sikora, Gawronska — Bonansea, Cernoia, Sabatino | Chudá                    | Estadi Miejski, Konin        | 0686                     |
| 05/10                    | 16:00                    | SFK Sarajevo             | 0-0                      | FK Rossiyanka            |                                                            | Otte                     | Olímpic Ferhatovic, Sarajevo | 0570                     |
| 05/10                    | 17:30                    | Breidablik UBK           | 0-1                      | FC Rosengård             | Schelin                                                    | Karagiorgi               | Kópavogsvöllur, Kópavogur    | 0232                     |
| 05/10                    | 18:00                    | Sturm Graz               | 0-6                      | FC Zürich                | Leon 3, Franssi, Kuster, Humm                              | Adámková                 | Merkur Arena, Graz           | 01835                    |
| 05/10                    | 18:00                    | Avaldsnes IL             | 2-5                      | Olympique Lió            | Thorsnes, Hansen — Abily 2, Kumagai, Le Sommer, Hegerberg  | Albon                    | Estadi de Haugesund          | 04619                    |
| 05/10                    | 18:30                    | Apollon Limassol         | 1-1                      | Slavia Praga             | Alborghetti — Pincová                                      | Nurmustafina             | Centre Atlètic de Pafos      | 0235                     |
| 05/10                    | 19:00                    | FC Twente                | 2-0                      | Sparta Praga             | Waldus, Roord                                              | Huerta                   | De Grolsh Veste, Enschede    | 02365                    |
| 05/10                    | 19:30                    | Athletic Bilbao          | 2-1                      | Fortuna Hjørring         | Corres, Oroz — Smidt                                       | Dorcioman                | San Mamés, Bilbao            | 09127                    |
| 05/10                    | 20:00                    | Chelsea FC               | 0-3                      | VfL Wolfsburg            | Jakabfi 3                                                  | Mitsi                    | Stamford Bridge, Londres     | 03783                    |
| 05/10                    | 20:20                    | FSK St. Pölten           | 0-2                      | Brøndby IF               | Sørensen 2                                                 | Larsson                  | NV Arena, Sankt Pölten       | 0950                     |
| 05/10                    | 20:30                    | Edinburgh Hibernians     | 0-6                      | Bayern Múnic             | Miedema 2, Leupolz 2, Van der Gragt, Behringer             | Staubli                  | Easter Road, Edimburg        | 02551                    |
| 06/10                    | 15:00                    | FK Minsk                 | 0-3                      | FC Barcelona             | Hermoso 2, Torrejón                                        | Guillemin                | Estadi FK Minsk, Minsk       | 02300                    |
| 06/10                    | 19:00                    | Lillestrøm SK            | 3-1                      | Paris Saint-Germain      | Haavi, Mykjåland, Spord — Paredes                          | Monzul                   | Estadi Åråsen, Kjeller       | 01953                    |
| 06/10                    | 19:00                    | Eskilstuna United        | 1-0                      | Glasgow City             | Larsson                                                    | Fernandes                | Tunavallen, Eskilstuna       | 03987                    |
| 06/10                    | 20:00                    | Manchester City          | 2-0                      | Zvezda Perm              | Scott, Bronze                                              | Mularczyk                | Estadi Acadèmic, Manchester  | 01101                    |

### Vuitens de final
| Equip 1           | resultat | Equip 2             | 1r partit | 2n partit |
| ----------------- | -------- | ------------------- | --------- | --------- |
| BIIK Kazygurt     | 1–7      | Paris Saint-Germain | 0–3       | 1–4       |
| FC Barcelona      | 5–0      | FC Twente           | 1–0       | 4–0       |
| Slavia Praga      | 1–6      | FC Rosengård        | 1–3       | 0–3       |
| Manchester City   | 2–1      | Brøndby IF          | 1–0       | 1–1       |
| ACF Brescia       | 1–4      | Fortuna Hjørring    | 0–1       | 1–3       |
| Olympique Lió     | 17–0     | FC Zürich           | 8–0       | 9–0       |
| Eskilstuna United | 1–8      | VfL Wolfsburg       | 1–5       | 0–3       |
| Bayern Múnic      | 8–0      | FK Rossiyanka       | 4–0       | 4–0       |

### Quarts de final
| Equip 1          | resultat | Equip 2             | 1r partit | 2n partit |
| ---------------- | -------- | ------------------- | --------- | --------- |
| Fortuna Hjørring | 0–2      | Manchester City     | 0–1       | 0–1       |
| FC Rosengård     | 0–3      | FC Barcelona        | 0–1       | 0–2       |
| VfL Wolfsburg    | 1–2      | Olympique Lió       | 0–2       | 1–0       |
| Bayern Múnic     | 1–4      | Paris Saint-Germain | 1–0       | 0–4       |

### Semifinals
| Equip 1         | resultat | Equip 2             | 1r partit | 2n partit |
| --------------- | -------- | ------------------- | --------- | --------- |
| FC Barcelona    | 1–5      | Paris Saint-Germain | 1–3       | 0–2       |
| Manchester City | 2–3      | Olympique Lió       | 1–3       | 1–0       |

### Final
| Equip 1       | resultat         | Equip 2             | estadi               | espectadors |
| ------------- | ---------------- | ------------------- | -------------------- | ----------- |
| Olympique Lió | 0–0 (7-6 penals) | Paris Saint-Germain | Cardiff City Stadium | 22.433      |